# 萨科区
薩科區是索馬利亞的一個區，位於該國南部的中朱巴州，首府為萨科。

## 外部鏈結
- 薩科區行政區域圖[永久]